# Alexeï Verstovski
Alexeï Nikolaïevitch Verstovski, né le 18 février (1er mars) 1799 au domaine de Seliviorstovo, dans le gouvernement de Tambov et mort le 5-17 novembre 1862 à Moscou, est un compositeur et dramaturge russe.

## Biographie
Le père du compositeur est lui-même le fils illégitime du général Seliviorstov et reçoit donc à la naissance un nom dérivé de celui de son père (de Seliviostr, dérivé de Sylvestre ou Silvestrus). À l'âge de dix ans, le jeune Alexis se produit en concert à Oufa et à dix-sept ans se rend à Saint-Pétersbourg pour mieux étudier le piano (avec Daniel Steibelt et John Field), mais aussi le violon avec Louis Maurer, le chant et la composition.
Il habite à Moscou à partir de 1823 et devient deux ans plus tard inspecteur de musique, puis inspecteur du répertoire des théâtres impériaux de Moscou (1830). Il est à la direction des finances des théâtres impériaux de Moscou de 1848 à 1860.
Le théâtre Bolchoï a inauguré sa scène avec son opéra (écrit avec Alexandre Aliabiev) Le Triomphe des muses, en 1825.
Sa femme est la célèbre actrice et chanteuse russe Nadejda Repina.
Verstovski est enterré au cimetière Vagankovo de Moscou.

## Œuvre
Verstovski est l'auteur de spectacles musicaux, d'opéras, d'opéra-vaudevilles et de ballades. Il est pendant trente-cinq ans au service des théâtres impériaux de Moscou et cette période est qualifiée parfois d’époque verstovskienne. Le théâtre Maly inaugure sa scène avec sa pièce Lili de Narbonne, le 14 octobre 1824. Il compose six opéras, comme Pan Twardowcki (1828), ou Vadim, ou le réveil des douze vierges dormantes (1832). On peut retenir La Tombe d'Askold (1835) d'après le roman éponyme de Michel Zagoskine qui eut un grand succès.
Il a écrit aussi une trentaine d'opéras dans le style vaudeville, comme Le Perroquet de grand-mère (1819), Qui est le frère, qui est la sœur, ou de tromperie en tromperie (1824, livret de Griboïedov et Wiazemsky) Deux billets, ou innocents coupables avec Alexandre Aliabiev (1827, livret de Pissarev), etc.
Il excellait aussi dans les romances à la mode, certaines sur des vers de Pouchkine, comme Romance tsigane, interprétée par Pauline Viardot et composa des cantates, de la musique de chœur liturgique, ainsi que des ballades (souvent appelées par lui cantates dramatiques), ce qui était nouveau pour la musique russe de l'époque. C'était en général une œuvre pour voix accompagnée d'un seul instrument. Ses plus connues sont Le Châle noir (sur des vers de Pouchkine), Le Pauvre Chanteur, La Revue de nuit (sur des vers de Joukovski), ou Les Trois Chansons du scalde.
Son rival de l'époque était Glinka.

## Source
- (ru) Cet article est partiellement ou en totalité issu de l’article de Wikipédia en russe intitulé « Верстовский, Алексей Николаевич » (voir la liste des auteurs).